# Brahlstorf
Brahlstorf este o comună din landul Mecklenburg-Pomerania Inferioară, Germania.